# Finnsæter
Finnsæter es una localidad del municipio de Senja en Troms, Noruega. Se ubica en el sur de Berg, en el oeste de la isla de Senja, a 4 km en el Bergsfjorden y de Skaland. La capilla de Finnsæter tiene su sede aquí, a un costado de la ruta estatal noruega 86.